# Timo Teräsvirta
Timo Teräsvirta, född 24 januari 1941 i Helsingfors, är en finländsk nationalekonom.
Teräsvirta blev 1970 politices doktor i ekonometri vid Helsingfors universitet. Han var professor i statistik vid Helsingfors universitet 1976–1980 och vid Handelshögskolan i Stockholm 1994–2006. Sedan 2001 har han även varit knuten till Svenska handelshögskolan i Helsingfors och är idag verksam vid Aarhus universitet.
Hans forskningsområde inkluderar ekonometri för ickelinjära tidsserier och modellering av volatilitet.
Teräsvirta är invald medlem i International Statistical Institute sedan 1978 och i Finska Vetenskaps-Societeten sedan 1978. Han invaldes 2001 som utländsk ledamot av Kungliga Vetenskapsakademien och är sedan 2002 ledamot av Kommittén för Sveriges Riksbanks pris i ekonomisk vetenskap till Alfred Nobels minne. År 2011 utnämndes han till hedersdoktor vid Åbo universitet.